# Китанагоя
Китанаго́я (яп. 北名古屋市 Китанагоя-си) — город в Японии, расположенный в северно-западной части префектуры Айти. Основан 20 марта 2006 года путём слияния посёлков Нисихару и Сикацу уезда Нисикасугаи. Город играет роль одного из спальных районов Нагои.
Площадь города составляет 18,37 км², население — 83 360 человек (1 июня 2014), плотность населения — 4537,83 чел./км².